# Mamishaus
Die Ortschaft Mamishaus ist ein Siedlungsflecken in der Gemeinde Schwarzenburg im Kanton Bern.

## Lage
Die Siedlung liegt an der Verbindungsstrasse von Schwarzenburg nach Riggisberg, noch auf der Ebene, wo sich der Kurzwellensender Schwarzenburg befand, bevor die Strasse dem Lindenbach folgend zur Schwarzwasser hinunterführt. In Mamishaus zweigt von der Verbindungsstrasse eine Nebenstrasse nach Gambach ab.

## Geschichte
Die Ortschaft gehörte schon immer zur Kirchgemeinde Wahlern und der daraus hervorgegangenen politischen Gemeinde Wahlern. In der früheren Gemeindeordnung gehörte Mamishaus zur Abteilung Tännlenen. Durch die Käserei hat die Ortschaft auch für die umliegenden Bauernhöfe eine gewisse Bedeutung, während sich das Schulhaus Tännlenen rund 300 Meter ausserhalb befindet.

## Verkehr
Die Ortschaft ist mit der halbstündlich verkehrenden Buslinie 30.611 mit dem Bahnhof Schwarzenburg und Riggisberg verbunden. Auch fünf umliegende Haltestellen beinhalten den Namen Mamishaus, nicht nur die in der Ortschaft liegende Haltestelle „Mamishaus, Dorf“.
Koordinaten: 46° 48′ 35,52″ N, 7° 22′ 43,62″ O; CH1903: 595432 / 184303